# The Skating Rink
The Skating Rink (deutsch: ‚Die Eislaufbahn‘) ist eine Oper in drei Akten und einer Coda von David Sawer (Musik) mit einem Libretto von Rory Mullarkey nach dem Roman La pista de hielo von Roberto Bolaño. Sie wurde am 5. Juli 2018 beim Festival der Garsington Opera im Wormsley Park uraufgeführt.

## Handlung
In den drei Akten der Oper erzählt jeweils einer der drei männlichen Protagonisten dieselbe Geschichte aus seiner persönlichen Sicht. Die junge Eiskunstläuferin Nuria läuft Gefahr, aus dem olympischen Team ausgeschlossen zu werden. Daraufhin unterschlägt der in sie verliebte leitende Beamte Enric öffentliche Gelder, um ihr eine Eisbahn in einem verlassenen Herrenhaus einzurichten. Dort wird die obdachlose Carmen ermordet aufgefunden, die zuvor auf Enrics Anordnung von einem Campingplatz vertrieben worden war. Der Täter wird erst in der „Coda“ offenbart. Das Werk ist außerdem eine Satire auf soziale Strukturen und politische Ambitionen. Um ihre Chancen auf Wiederwahl zu erhöhen, setzt die Bürgermeisterin Pilar Enric unter Druck, die Stadt von unerwünschten Elementen zu befreien. Dieser gibt den Auftrag an Remo, seinen Rivalen bei Nuria, weiter, der wiederum den Nachtwächter Gaspar damit betraut, Carmen und ihre Freundin Caridad vom Platz zu entfernen.

### Erster Akt: Gaspar
Der junge aus Mexiko stammende Dichter Gaspar lebt in einer kleinen Küstenstadt an der Costa Brava, wo er sich seinen Lebensunterhalt als Nachtwächter eines Campingplatzes verdient. Seit einiger Zeit duldet er dort zwei obdachlose Frauen, die ältliche frühere Sängerin Carmen und die junge Caridad, auf die er ein Auge geworfen hat. Zu Beginn der Oper fordert ihn der Eigentümer des Platzes, Remo Moran, nachdrücklich auf, die beiden hinauszuwerfen. Er weist darauf hin, dass die Frauen nie etwas bezahlt hätten und er selbst von den örtlichen Sozialdiensten und deren Leiter Enric Rosquelles unter Druck gesetzt werde, da Wahlen bevorstehen. Gaspar versucht vergeblich, Remo, mit dem er seit langem befreundet ist, umzustimmen. Gaspar nähert sich zögerlich den beiden Frauen, um ihnen die Nachricht mitzuteilen. Sie flehen ihn um Mitleid an, und besonders Caridad zeigt sich sehr enttäuscht. Sie hatte sich etwas anderes von ihm erhofft. Den beiden bleibt jedoch nichts anderes übrig, als ihre Sachen zu packen und zu gehen.
In der nächsten Zeit muss Gaspar weiterhin an Caridad denken. Als er eines Tages Carmen bei einer Menschenmenge am Strand erblickt, beschließt er, ihr zu folgen. Nach einer längeren traumartigen Wanderung erreicht er ein großes verfallenes Haus, den Palacio Benvingut, in dem sich zu seiner Überraschung eine Eisbahn befindet. Dort trainiert Remos Freundin Nuria, um sich auf die Olympiade vorzubereiten. Ein älterer Herr, Enric, bewundert ihre Bahnen und Sprünge. Im Halbschatten erkennt Gaspar Caridad mit einem Messer in der Hand. Trotz seiner Beunruhigung verspürt er eine stille Freude.

### Zweiter Akt: Remo
Enric teilt Remo mit, dass die auf dem Campingplatz lebenden Landstreicher unverzüglich gehen müssten. Remo, der glaubt, dass Enric einen persönlichen Groll gegen ihn hegt, ignoriert dies zunächst. Er denkt lieber an seine neue Geliebte Nuria Martí. Kurz nachdem er sie kennenlernte, wurde ihr Budget gekürzt, und sie fürchtete, keinen Platz zum Trainieren zu finden und aus dem Olympiateam ausgeschlossen zu werden. Wenig später treffen die beiden nach einem Bad im Meer auf Enric. Remo erkennt in ihm einen eifersüchtigen Nebenbuhler. Um ihn zu beschwichtigen, beschließt er, seine Anweisung bezüglich der Landstreicher auszuführen. Er fordert Gaspar auf, sie zu vertreiben.
In der nächsten Zeit macht sich Nuria rar. Remo glaubt, dass Enric etwas damit zu tun hat, und wendet sich dem Alkohol zu. In einer Bar erblickt er Carmen mit Rookie. Sie erzählt Remo, dass sie als Sängerin ausgebildet wurde. Außerdem deutet sie an, dass sie Enrics Geheimnis kenne und dadurch bald zu Geld kommen werde. Dann werde sie eine schöne Wohnung haben und Gesangsunterricht geben. Sie steht auf und trägt den Besuchern der Bar ein Lied vor.
Gaspar teilt Remo mit, dass er Nuria in dem alten Palast aufgespürt habe. Remo macht sich sofort auf den Weg dorthin. Auf der Eisbahn findet er Carmens blutüberströmte Leiche. Er läuft fort.

### Dritter Akt: Enric
Bürgermeisterin Pilar befiehlt Enric, vor den nächsten Wahlen dafür zu sorgen, dass die Vagabunden aus der Stadt verschwinden. Zur Touristen-Saison solle die gesamte Stadt makellos sein.
Enric erinnert sich an seine erste Begegnung mit Nuria. Er war sofort von ihr fasziniert und lud sie in das beste Fisch-Restaurant ein. Als sie ihm von ihren Problemen erzählte, kam ihm die Idee, in dem verlassenen Palast heimlich eine Eisbahn zu bauen. Die Pläne fand er in einer Bibliothek, und für den Bau stellte er diskrete Arbeiter ein. Zur Finanzierung veruntreute er öffentliche Gelder. Nuria erzählte er, dass die Stadt alles genehmigt habe. Seitdem beobachtet er ihre Fortschritte beim Training und träumt des Nachts davon, selbst Kunststücke auf dem Eis zu machen. Nach seiner Begegnung mit Nuria und Remo am Strand verspürt er heftige Eifersuchtsgefühle. Er setzt Remo unter Druck, die Obdachlosen zu vertreiben.
Enric besucht weiterhin Nurias Training. Plötzlich stürzt sie. Als er zu ihr geht, merkt sie, dass etwas mit seinen Gefühlen nicht stimmt. Sie erklärt ihm, dass es bei ihren Treffen mit Remo lediglich um Sex gehe, und bittet ihn, auf das Eis zu kommen und zu tanzen. Er erschreckt sich jedoch bei einem Geräusch und fällt beinahe. Nuria verspricht ihm, dass sie siegen und ihn stolz machen werde.
Carmen sucht Enric in seinem Büro auf und bringt das Gespräch auf die Eisbahn. Sie und Caridad haben dort eine neue Bleibe gefunden und Einiges über Enrics Machenschaften erfahren. Für ihr Schweigen verlangt sie eine schöne Wohnung mit Seeblick und eine Arbeitsstelle für Rookie. Enric gibt ihr einen Vorschuss.
Der Wahlkampf hat begonnen. Bürgermeisterin Pilar begrüßt die Gäste einer Diskothek und erinnert sie an den Wohlstand, den die Stadt in letzter Zeit durch die sozialistische Partei genossen habe. Auch Nuria und Enric sind anwesend. In einem Interview verrät Nuria, dass sie im Palacio Benvingut trainiere. Pilar hatte keine Ahnung, dass es dort eine Eisbahn gibt. Um von diesem heiklen Thema abzulenken, fordert Enric Nuria zum Tanz auf. Als ihn Pilar jedoch anschließend zur Rede stellt, findet er keine Ausflüchte mehr. Da erscheint Remo mit der Polizei und beschuldigt Enric des Mordes an Carmen. Enric gesteht den Bau der Eisbahn, versichert aber, dass sie profitabel sei. Er sei aber kein Mörder. Bevor er fortgeführt wird, ruft er Nuria zu, dass er alles nur für sie getan habe.

### Coda
Auf der Suche nach Caridad kehrt Gaspar zur Eisbahn zurück. Dort findet er sie, mit Blut befleckt und einem Messer in der Hand. Sie versichert Gaspar, dass sie ihre Freundin nicht getötet habe. Gaspar macht den Vorschlag, gemeinsam nach Mexiko zu flüchten.
Im Gefängnis erzählt Enric Nuria, dass man ihm den Mord nicht nachweisen konnte, ihn aber für seine Unterschlagung zu zwei Jahren verurteilt habe. Die Sozialisten haben die Wahl verloren. Nuria gesteht ihm ihre Liebe und verspricht, bis zu seiner Entlassung auf ihn zu warten.
Bei seinen Spaziergängen am Strand trifft Gaspar gelegentlich auf Rookie. Der gesteht ihm eines Tages, dass er Carmen getötet habe, weil sie ihn verachtete.

## Gestaltung

### Musik
Die Oper ist für ein großes Orchester mit einigen ungewöhnlichen Instrumenten komponiert. In Rezensionen genannt wurden ein Charango (ein kleines Zupfinstrument aus Chile), eine Celesta, ein Sopransaxophon, ein Flügelhorn und ein Euphonium. Der Komponist David Sawer wies darauf hin, dass jedem Akt eine andere Klangfarbe zugewiesen sei. Den ersten Akt dominieren Streicherklänge, bis die Fiesta eingeläutet wird. Im etwas düsteren zweiten Akt liege die Betonung auf dem Sopransaxophon und den tiefen Holzbläsern. Im dritten Akt ragen drei Blechbläser heraus. Jeder Akt werde durch einen Monolog des jeweiligen Erzählers eingeleitet, in dem sich dieser an das Publikum wendet. Sämtliche in sich abgeschlossenen Lieder einschließlich des Karaoke-Auftritts im Finale behandeln Sawer zufolge die Liebe und das Gefühl. Es gehe darum, dass Menschen verlieren, was sie finden.
Der Kritiker von Bachtrack beschrieb die Musik als „fesselnd, mit geschmeidigen, von Spannungsspitzen durchdrungenen Melodien und aggressiven Passagen, die sich in mysteriösen oder melancholische Zurückhaltung auflösen, alles gewürzt mit reichlich Dissonanz“. Die Gesangspartien seien klar und von emotionaler Direktheit. Neben dem dramatischen Gesang besitze jeder Charakter Passagen von Schönheit. Der Rezensent von Opera Today bemerkte, dass Sawer das Orchester wie eine weitere Hauptperson behandle. Trotz der komplexen und oft herausfordernden harmonischen Sprache sei die Musik oft verführerisch und zugänglich. Sie enthält an einigen Stellen wie der Szene in der Diskothek oder der Karaoke-Nummer indirekte Verweise auf die Populärmusik. Der Einsatz der Blechbläser, die sowohl hinter als auch auf der Bühne spielen, erinnerte ihn an die „Kontrapunkte“ in der Musik von Charles Ives.

## Werkgeschichte
The Skating Rink ist das erste Auftragswerk der Garsington Opera. Das Libretto stammt von dem kanadischen Schriftsteller Rory Mullarkey (geboren 1987), Es basiert auf dem Roman La pista de hielo des chilenischen Autors Roberto Bolaño. Die Musik komponierte der in Bühnenwerken bereits erfahrene britische Komponist David Sawer (geboren 1961). 2001 zeigte die English National Opera seine Oper From Morning Till Midnight und 2009 die Opera North seine Operette Skin Deep.
Die Uraufführung fand am 5. Juli 2018 beim Festival der Garsington Opera im Wormsley Park unter der musikalischen Leitung des schottischen Dirigenten Garry Walker statt. Die Inszenierung stammte von Stewart Laing, die Kostüme von Hyemi Shin (Kostüme), das Lichtdesign von Malcolm Rippeth. Für die Bewegungsregie war Sarah Fahie zuständig. Die Darsteller waren Grant Doyle (Enric), Sam Furness (Gaspar), Ben Edquist (Remo), Susan Bickley (Carmen), Claire Wild (Caridad), Lauren Zolezzi (Nuria), Alice Poggio (Nuria als Eiskunstläuferin), Alan Oke (Rookie), Louise Winter (Pilar), Steven Beard (Karaoke-Sänger). Der Mitschnitt einer Kostümprobe vom 3. Juli wurde als Videostream bei Operavision im Internet bereitgestellt.
Der Kritiker der Opernwelt meinte, dass die „spannungsvolle, clever konstruierte Handlung effizient auf die Bühne“ gebracht wurde und der Dirigent „alles daran [setzte], die mit schönen Stellen durchsetzte, freilich nicht übermäßig originelle Partitur ins beste Licht zu rücken.“ Der Rezensent des Guardian lobte die Ausführenden und das erstklassige Dirigat sowie die spannende Handlung, doch lasse einen das Werk letztlich kalt. Seiner Meinung nach enthalte die Musik zu viel Deklamation und zu wenige lyrische Passagen. Die Handlung werde höchstens durch das Orchester vorangetrieben. Der Rezensent von Bachtrack fand das Libretto einfach, aber wirkmächtig. Teils übersetze es die Textvorlage direkt, teils verdichte und intensiviere es deren sprunghafte Stimmungswechsel noch und enthülle dabei Momente reinen Dramas.

## Aufnahmen
- 3. Juli 2018 – Garry Walker (Dirigent), Stewart Laing (Inszenierung), Hyemi Shin (Kostüme), Malcolm Rippeth (Lichtdesign), Sarah Fahie (Bewegungsregie), Garsington Opera Orchestra.
 Grant Doyle (Enric), Sam Furness (Gaspar), Ben Edquist (Remo), Susan Bickley (Carmen), Claire Wild (Caridad), Lauren Zolezzi (Nuria), Alice Poggio (Nuria als Eiskunstläuferin), Alan Oke (Rookie), Louise Winter (Pilar), Steven Beard (Karaoke-Sänger).
 Video; Mitschnitt einer Kostümprobe der Garsington Opera; Besetzung der Uraufführung.
 Videostream bei Operavision.[7]
- 5. Juli 2018 – Besetzung wie am 3. Juli 2018.
 Mitschnitt der Uraufführung.
 Radiosendung auf BBC Radio 3.[9]